# Delsaux Farm Cemetery
Le Delsaux Farm Cemetery (cimetière britannique de la ferme Delsaux) est un cimetière militaire de la Première Guerre mondiale, situé sur le territoire de la commune de Beugny, dans le département du Pas-de-Calais, au sud d'Arras.

## Localisation
Ce cimetière est situé à 1 km au sud du village, route de Bapaume, en bordure de la D 20.

## Histoire

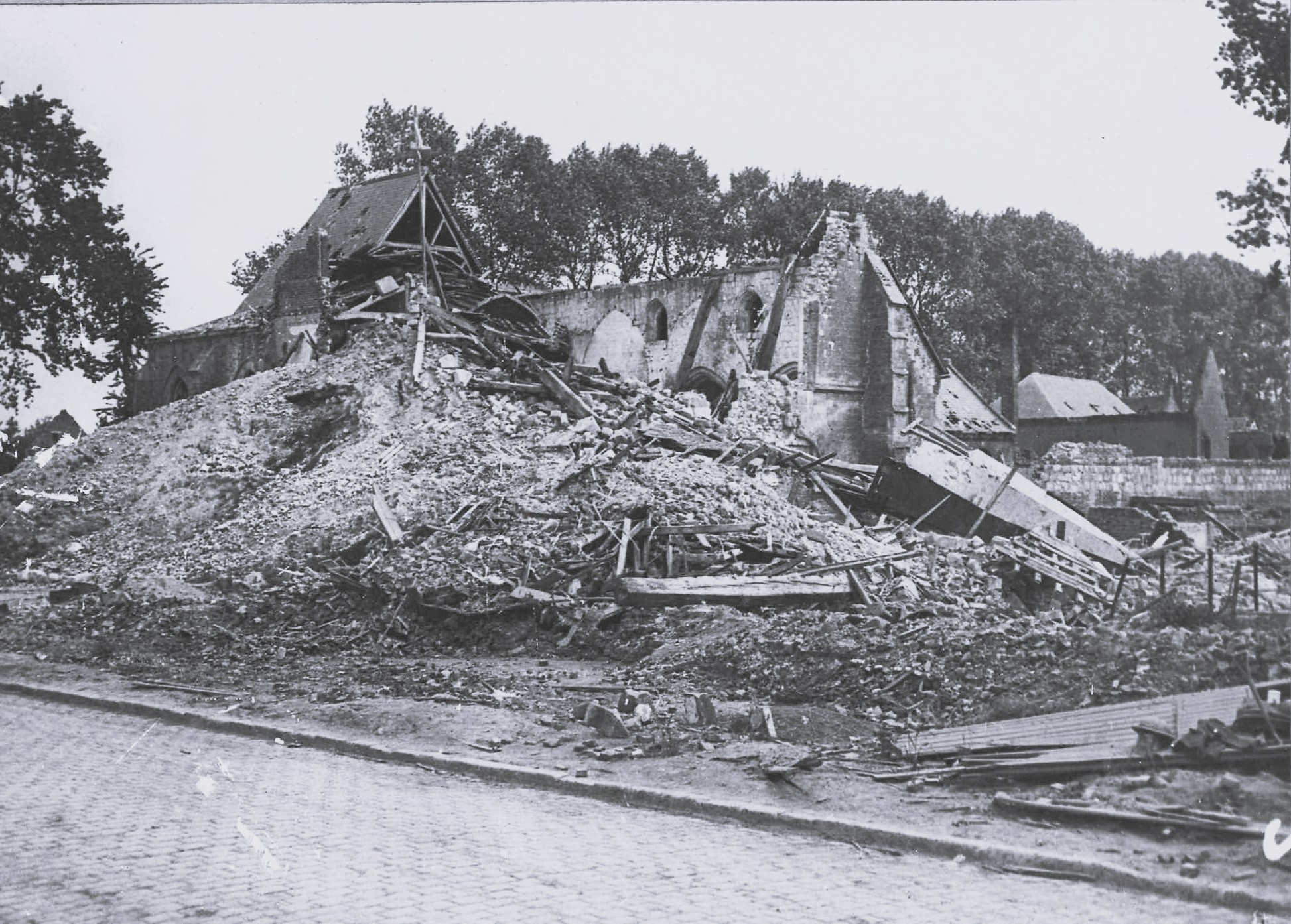
Les ruines de l'église dynamitée par les Allemands en mars 1917 (photo Australian War Memorial).

Aux mains des Allemands depuis le début de la guerre, le village de Beugny est occupé par les forces du Commonwealth en mars 1917 lors du retrait des troupes allemandes sur la ligne Hindenburg. Il est perdu un an plus tard lors de l'offensive allemande au printemps 1918. Il est repris définitivement le 30 août 1918.
La ferme Delsaux était un point du système défensif allemand connu sous le nom de ligne Beugny-Ytres, qui changera plusieurs fois de camp. Il fut atteint par les troupes du Commonwealth le 18 mars 1917 et conquis le lendemain. La ferme est perdue le 23 mars 1918 après la vaillante défense de Beugny par le 9e Welsh Regiment et leur retrait, mais elle est reprise par la 5e Division le 2 septembre 1918 et le lendemain la même division occupe le village de Beugny.
Après leur avancée en mars 1918, les Allemands construisent un cimetière à ce carrefour, et y enterrent 103 morts du Commonwealth. Le site est agrandi en octobre-novembre. Après l'armistice, les corps de soldats inhumés dans des cimetières des environs sont rapportés.
Le cimetière de la ferme Delsaux comporte 495 sépultures et commémorations de la Première Guerre mondiale dont 61 sont non identifiées.

## Caractéristiques
Ce cimetière a un plan trapézoïdal dont le plus grand côté mesure 40 m. Il est clos par un muret de briques. Le cimetière a été conçu par l'architecte britannique Edwin Lutyens.

## Galerie

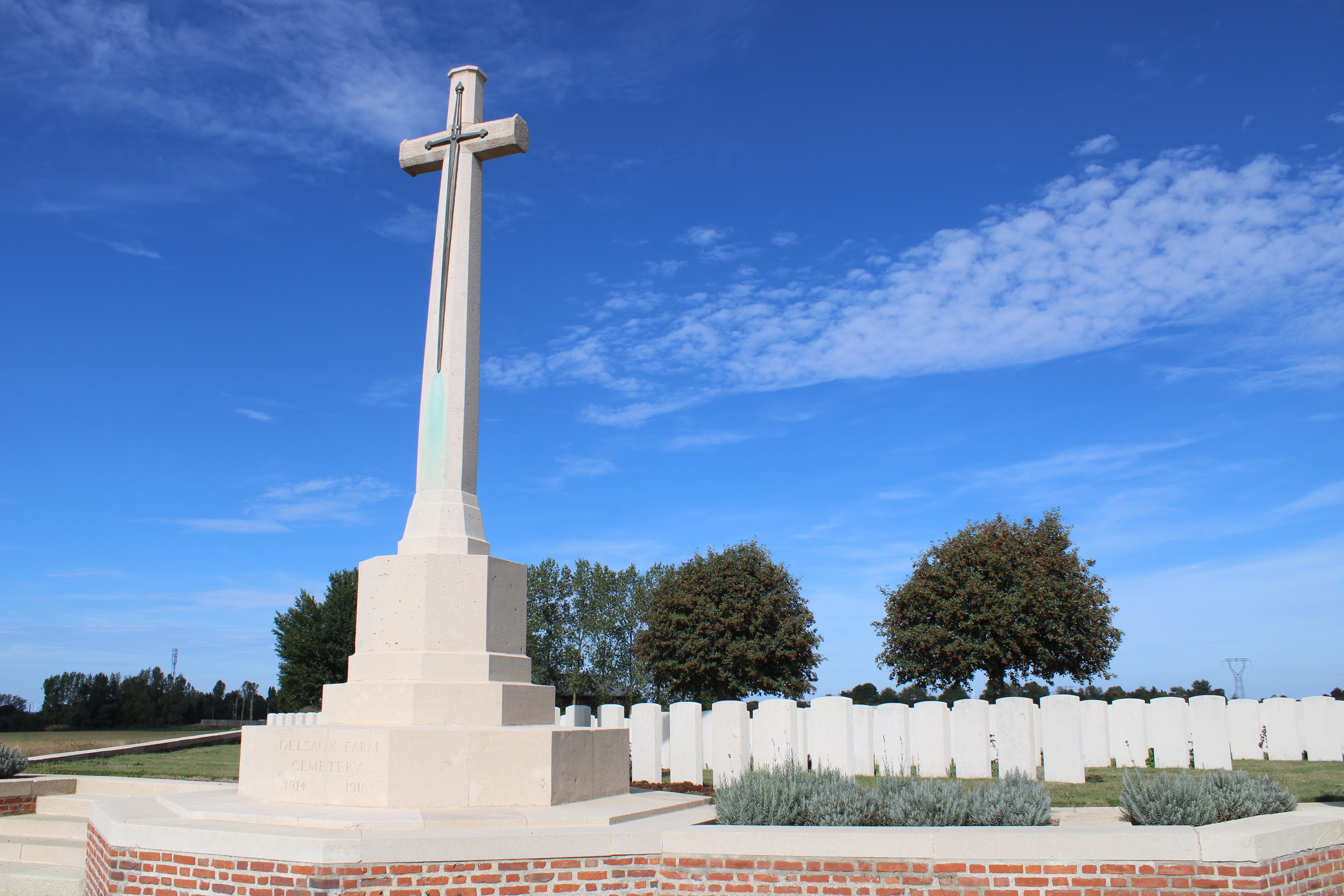
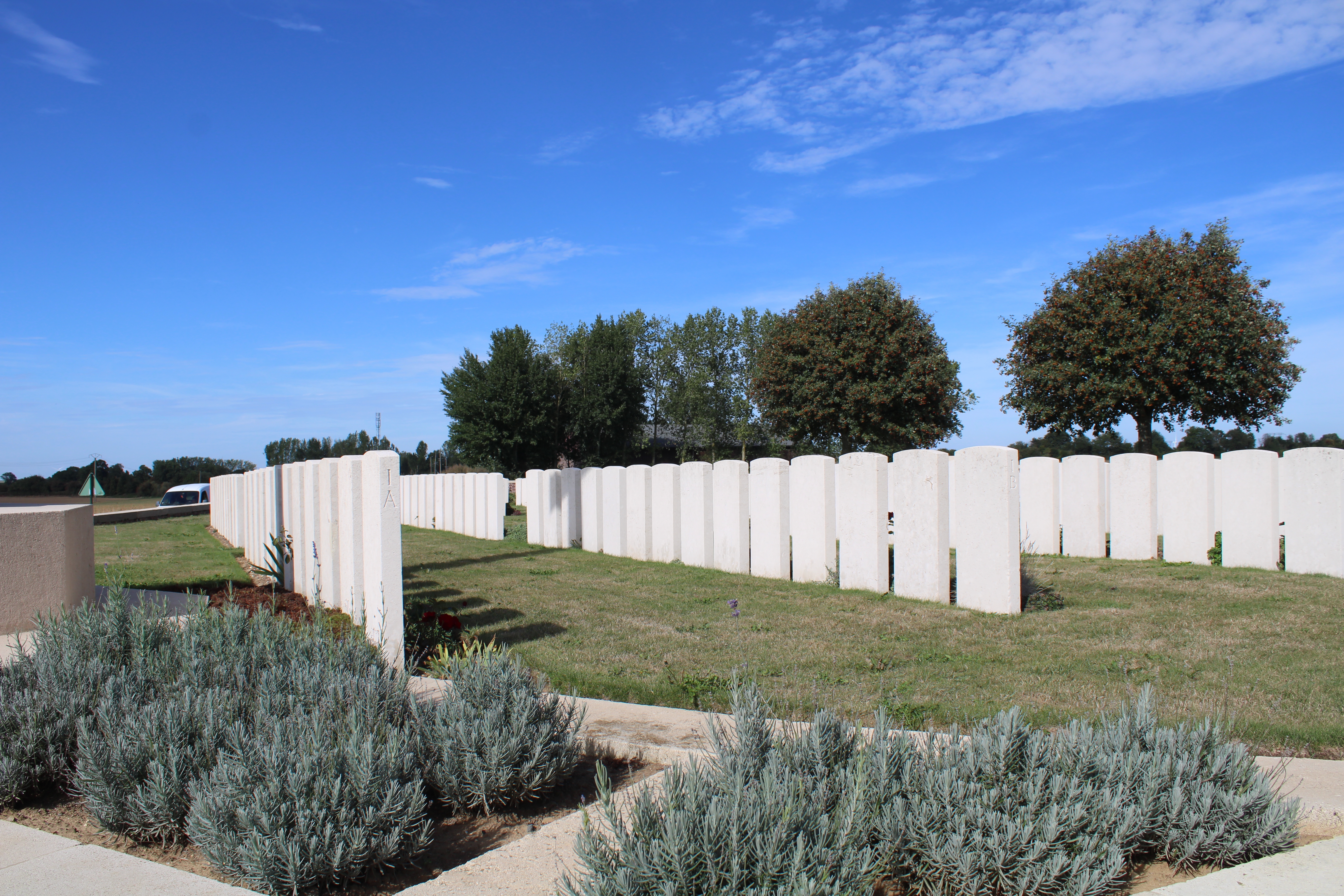
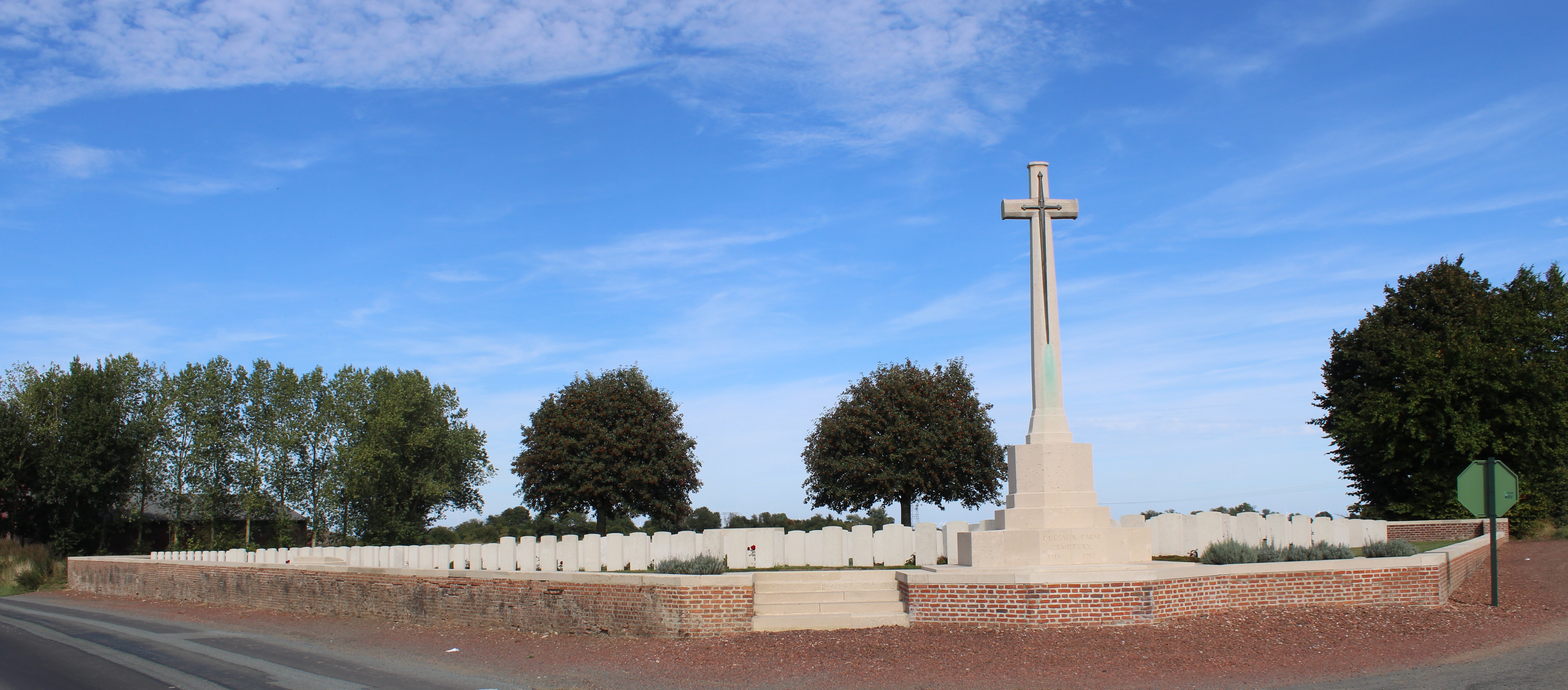
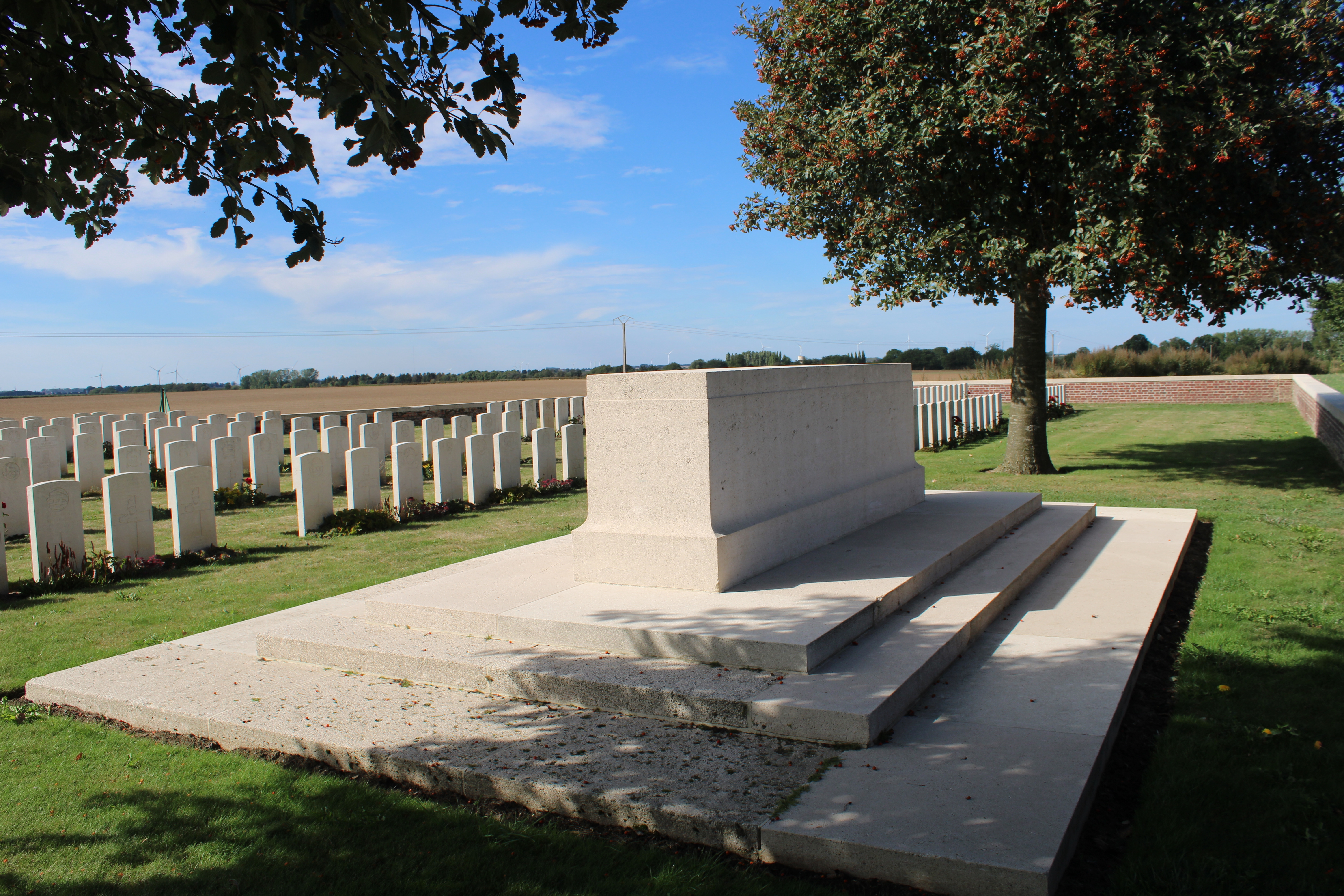
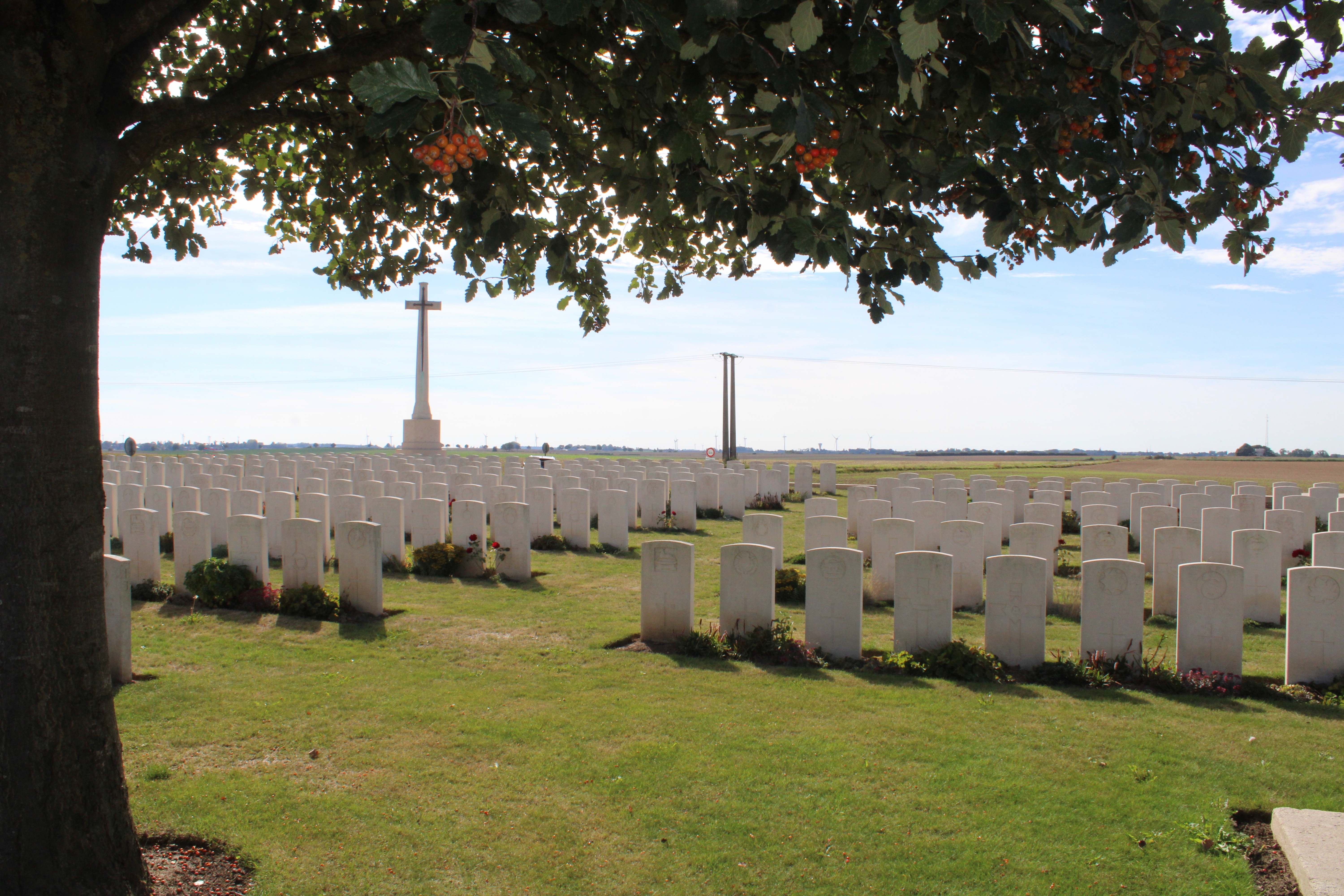
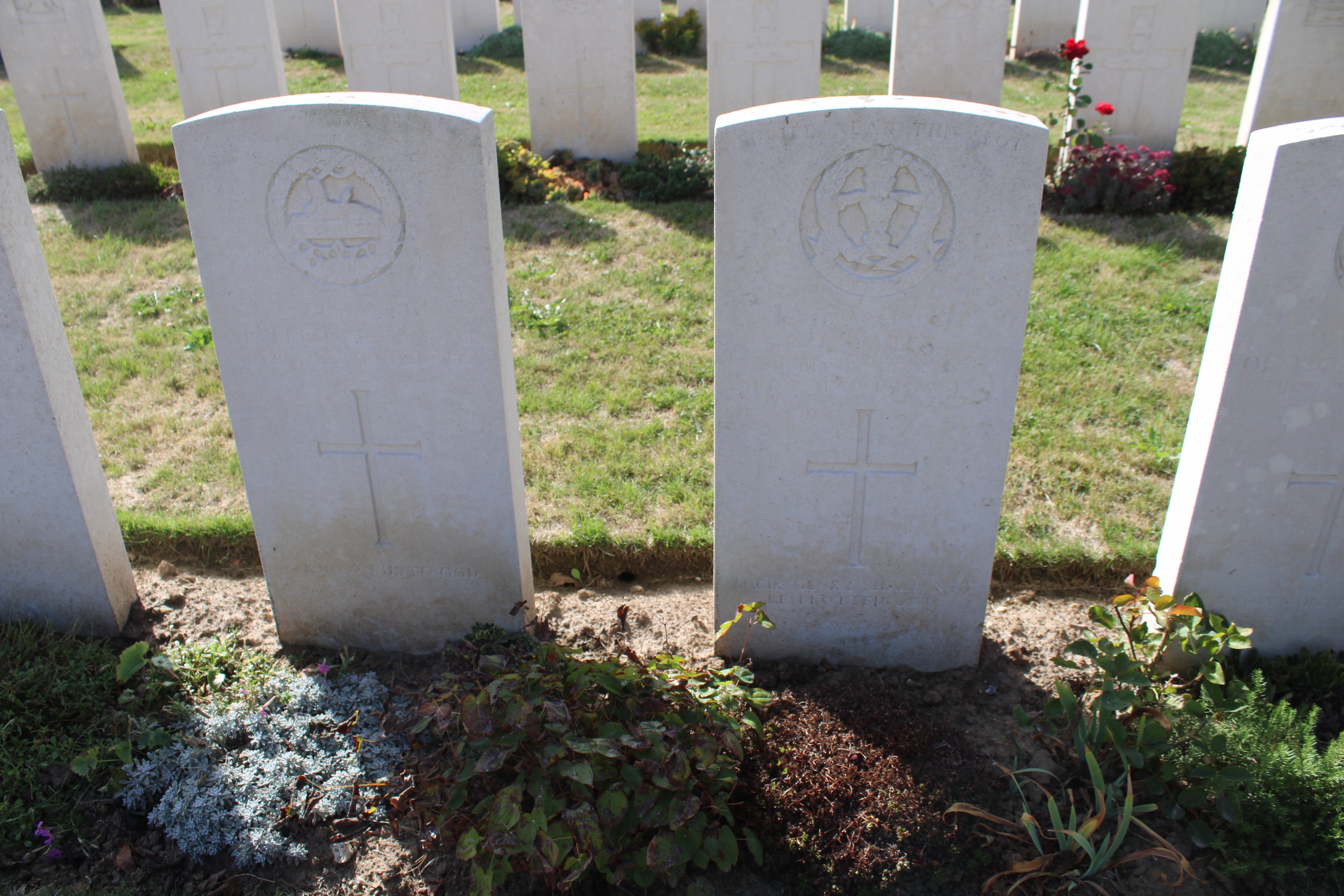

## Sépultures
| Pays             | Sépultures |
| ---------------- | ---------- |
| Royaume-Uni      | 484        |
| Australie        | 2          |
| Canada           | 3          |
| Nouvelle-Zélande | 6          |
| Total            | 495        |

## Pour approfondir